# 洛斯兽
洛斯兽（Rothé）是角色扮演游戏《龙与地下城》中的一种虚构的群集性生物。在《被遗忘的国度》的设定中，洛斯兽居住在地底的幽暗地域，作为一种家畜，类似于地面上牛的地位，是卓尔精灵的主要肉食来源。它们的皮毛骨血都可以被加以利用。